# ブリタニー・アベルクロンビエ
ブリタニー・アベルクロンビエ（Brittany Abercrombie、1995年12月28日 - ）は、プエルトリコの女子バレーボール選手。プエルトリコ代表。

## 来歴

### クラブチーム
エスコンディード出身。2014年、南カリフォルニア大学に進学。大学時代はNCAA女子バレーボール選手権などに出場した。2018年、ポーランドのMOYAラドムカ・ラドムと最初のプロ契約を結び、1年間プレーした。2019年6月、ドイツのSCポツダムへの移籍が発表され、2年間在籍。2020/21シーズンのブンデスリーガで4位、ドイツカップで準優勝した。2021年6月、トルコのAdam Voleybolへ移籍し、2年間プレーした。また、2020年から3年間はプエルトリコのPinkin de Corozalでもプレーし、2021/22、2022/23シーズンのリーグで優勝した。2023年5月、韓国のIBK企業銀行アルトスへの移籍が発表され、2023/24シーズンの韓国Vリーグで5位、KOVOカップで準優勝した。2024/25シーズンはアメリカのアスリーツ・アンリミテッド・バレーボールに参戦しMVPを受賞、プロ・バレーボール・フェデレーションのオーランド・ヴァルキリーズでもプレーする。

### 代表チーム
2021年、プエルトリコの代表に初選出され、同年の北中米選手権でデビューした。2022年、世界選手権に出場し、9試合で132得点をあげる活躍をみせた。2023年、パリ五輪予選に出場し、7試合で138得点をあげる活躍をみせた。2024年3月、プエルトリコ代表としての活動を休止することを発表した。

## エピソード
- 父親はアメリカ出身、母親はプエルトリコ出身。父がルーズベルト・ローズ基地に配属されていた間に生まれた。
- SCポツダム時代のチームメイトであったJennifer Noguerasがプエルトリコバレーボール連盟の指導者に連絡をとり、選手と家族が合意に達した後、競技国籍変更の申請をFIVBに提出。2021年4月、この申請をFIVBが承認し、プエルトリコ代表としての活動を開始できた[7]。

## 球歴
- 世界選手権 - 2022年
- 北中米選手権 - 2021年
- オリンピック予選 - 2023年
- チャレンジャーカップ - 2022年

## 受賞歴
- 2024年 - アスリーツ・アンリミテッド・バレーボール MVP[8]

## 所属クラブ
- 南カリフォルニア大学（2014-2017年）
- MOYAラドムカ・ラドム（2018-2019年）
- SCポツダム（2019-2021年）
- Adam Voleybol（2021-2023年）
- IBK企業銀行アルトス（2023-2024年）
- アスリーツ・アンリミテッド（2024年）
- オーランド・ヴァルキリーズ（2024年-）